# Vírio Galo
Vírio Galo (em latim: Virius Gallus) foi oficial romano do século III, ativo durante o reinado dos imperadores Diocleciano (r. 284–305), Maximiano, Galério (r. 293–311) e Constâncio Cloro (r. 293–305). Vírio era um homem claríssimo. Em 298, foi cônsul posterior com Anício Fausto e após 298 foi corretor da Campânia. Ele não foi convertido ao cristianismo e relatadamente tinha uma estátua de Dioniso à qual fazia sacrifícios.